# Scène de vie
Scene de vie – drugi studyjny album francuskiej piosenkarki Patricii Kaas.

## Lista utworów
1. „Générique (Thème Montmajour)”
2. „Les mannequins d'osier”
3. „L'heure du jazz”
4. „Où vont les cœurs brisés”
5. „Regarde les riches”
6. „Les hommes qui passent”
7. „Bessie”
8. „Tropic Blues Bar”
9. „L'enterrement de Sidney Bechet”
10. „Kennedy Rose”
11. „Une dernière semaine à New York”
12. „Patou Blues”
13. „Générique (orchestral)”